# Planaeschna owadai
Planaeschna owadai là loài chuồn chuồn trong họ Aeshnidae. Loài này được Karube mô tả khoa học đầu tiên năm 2002.